# Cryptochrysa chloros
Cryptochrysa chloros är en insektsart som beskrevs av De Freitas och Penny 2001. Cryptochrysa chloros ingår i släktet Cryptochrysa och familjen guldögonsländor. Inga underarter finns listade i Catalogue of Life.